# Muteferrika
Muteferrika (literalment 'Diferents tasques') fou un cos de guàrdia otomà especialment fidel al sultà. Els membres de la guàrdia eren els muteferrikes. No tenien caràcter militar i s'encarregaven tant de serveis a la cort com de missions fora (fins i tot diplomàtiques) que els eren encarregades especialment. Anaven muntats a cavall. Apareixen per primer cop el 1443. Al segle xvii el seu nombre màxim es va establir en cent vint, però va augmentar posteriorment i al segle xix eren cinc-cents.